# Чемпіонат FIA Формула-3
Чемпіонат FIA Формули-3 (англ. FIA Formula 3 Championship) — міжнародна серія формульних гонок, що проводиться під егідою FIA та організовується компанією Formula Motorsport Limited. Серія була заснована у 2019 році шляхом злиття Європейської Формули-3 та  серії GP3  і стала наступним рівнем після Формули-4, але передує Формулі-2 та Формулі-1.

## Історія
Перший сезон відбувся у 2019 році як частина гоночного вікенду Формули-1. Новий чемпіонат замінив серію GP3 та став єдиним міжнародним турніром Формули-3 під егідою FIA.
У чемпіонаті використовується єдиний болід Dallara F3 2019, оснащений двигуном Mecachrome потужністю 380 к.с., шинами Pirelli та 6-ступеневою коробкою передач Hewland.

## Технічні характеристики
- Шасі: Dallara F3 2019, монокок з вуглецевого волокна
- Двигун: Mecachrome 3,4 л V6, атмосферний, ~380 к.с.
- Коробка передач: Hewland, 6-ступенева послідовна з керуванням paddle shift (Magneti Marelli)
- Зчеплення: AP Racing, багатодискове
- Гальма: Brembo, вуглецеві диски
- Шини: Pirelli
- Вага: 673 кг (з пілотом)

## Формат чемпіонату
Чемпіонат складається з кількох етапів, що проходять у рамках вікенду Формули-1. Змагання складаються з:
- однієї кваліфікації;
- основної гонки (Feature Race);
- спринтерської гонки (Sprint Race).

Система нарахування очок аналогічна Формулі-2 з невеликими змінами: додаткові бали присуджуються за поул-позишн та найшвидше коло.

## Чемпіони
Чемпіони FIA Формули-3
- 2019 —   Роберт Шварцман (Prema Racing)
- 2020 —  Оскар Піастрі (Prema Racing)
- 2021 —  Денніс Хаугер (Trident)
- 2022 —  Віктор Мартен (ART Grand Prix)
- 2023 —  Ґабріель Бортолето (Trident Racing)
- 2024 —  Леонардо Форнаролі (Prema Racing)
- 2025 —  Рафаель Камара (Trident)

Команди - Чемпіони FIA Формули-3
- 2019 —  Prema Racing
- 2020 —  Prema Racing
- 2021 —  Trident
- 2022 —  Prema Racing
- 2023 —  Prema Racing
- 2024 —  Prema Racing